# Малая Московская улица (Санкт-Петербург)
Ма́лая Моско́вская у́лица — улица в Центральном районе Санкт-Петербурга. Проходит от Большой Московской улицы до улицы Достоевского.

## История
Первоначально — Малая Офицерская улица (с 1776 года). Название дано в связи с тем, что земли вдоль улицы были отданы под обер-офицерские дворы.
С 1798 года — Малая Афицерская улица.
С 1836 по 1846 год — 3-я Офицерская улица. Название дано для отличия от 1-й, 2-й, 4-й и 5-й Офицерских улиц.
Современное название дано 9 декабря 1857 года по Московской части, в которой проходит улица.

## Объекты
- Дом № 1—3/10 — школа № 300
- Дом № 5 — с 1881 года принадлежал семье С. И. Дохтурова, с 1894 — Н. К. Никифорову, в 1898—1909 гг. — А. Н. Чебыкину , а с 1909 года — барону  Г. Г. Винекену (в 1911 году совладельцем стал его брат А. Г. Виникен).
- Дом № 7/9 — Ямские бани. Доходный дом и бани купцов Туляковых были построены в 1858—1859 гг. архитектором А. А. Зацким. В 1856—1862 гг. здесь жил М. П. Мусоргский